# Koen Smet
Koen Smet (Amsterdam, 9 augustus 1992) is een Nederlandse atleet, die zich heeft toegelegd op het hordelopen. Na bij de junioren reeds verschillende nationale titels in deze discipline te hebben veroverd, werd hij in 2012 voor het eerst kampioen bij de senioren.

## Loopbaan

### Eerste internationale ervaring
Smet, die lid is van de Amsterdamse atletiekvereniging Phanos, deed zijn eerste internationale ervaring op bij  de Europese kampioenschappen voor junioren in Tallinn in 2011, waar hij zich op de 110 m horden met een tijd van 13,92 s voor de finale kwalificeerde, maar door een blessure van deelname hieraan moest afzien.

### Nederlands kampioen
Zijn eerste medaille bij de senioren veroverde Smet vervolgens in 2012, zijn eerste seniorenjaar. Bij de Nederlandse indoorkampioenschappen in Apeldoorn werd hij op de 60 m horden derde achter Pelle Rietveld en Tjendo Samuel. Smet liet er vervolgens geen gras over groeien en reeds tijdens het baanseizoen in datzelfde jaar werd hij op de 110 m horden Nederlands kampioen door Tjendo Samuel en Eelco Sintnicolaas te verslaan. Het zegt veel over de gedrevenheid van de Amsterdammer, dat hij dat seizoen al direct aasde op deelname aan de Europese kampioenschappen in Helsinki. Om dat te bereiken had hij aan 13,78, de B-limiet voor atleten, geboren na 31 december 1989, moeten voldoen. Zijn beste tijd van het jaar werd echter 13,81 en dus kwam hij net drie honderdste van een seconde te kort. 

### Veel geleerd
In 2013 ging Koen Smet al vroeg voluit. Op 13 januari realiseerde hij op de 60 m horden een tijd van 7,69. Dat was niet alleen een PR, maar tevens een limietprestatie voor de Europese indoorkampioenschappen in Göteborg. De focus lag nu op het behalen van de indoortitel op de NK indoor en een finaleplaats op de EK indoor.
 Lichamelijk malheur, waaronder een zware verkoudheid en een keelontsteking dwarsboomden zijn plannen echter, waardoor het op de NK indoor op de 60 m horden zilver werd in plaats van goud en hij op de EK indoor reeds in de serie werd uitgeschakeld. Smet: "Ik ben in het stadion gebleven om naar mijn concurrenten te kijken; van deze ervaring heb ik veel geleerd. Ik besefte op de tribune wat een voorrecht het was om daaraan te mogen deelnemen, ik besefte ook dat ik niet tussen de andere deelnemers liep en niet mijn ogen moest uitkijken, maar dat ik  daar 'gewoon' deel van uitmaakte. Mede door deze gedachte heb ik alles snel verwerkt en wilde ik meteen toewerken naar het buitenseizoen om op de 110 m horden te knallen om opnieuw aan een toernooi als deze mee te doen."

### Zilver op EK U23
Eerst veroverde Smet de Ter Specke Bokaal, de jaarlijkse seizoensopener in Lisse, door daar de 110 m horden te winnen in een PR-tijd van 13,63 s. Enkele maanden later nam hij deel aan de EK U23 in het Finse Tampere, waar hij tot de vooralsnog beste prestatie uit zijn atletiekcarrière kwam. In de finale van de 110 m horden wist hij in een PR-tijd van 13,58 de zilveren medaille te veroveren, slechts drie honderdste seconde achter de winnaar, de Fransman Simon Krauss. Koen Smet, die kort voor het toernooi nog wat weken rust had moeten nemen vanwege een dreigende voetblessure, zei: "Dit had ik drie weken geleden niet durven dromen. Per week heb ik gekeken wat ik kon en nu dit succes, ongelofelijk: zilver en een persoonlijk record."
Nog in de 'winning mood' van Tampere piekte Smet een week later opnieuw in het Olympisch Stadion in Amsterdam op de NK, waar de uitslag van de 110 m horden identiek was aan die van het jaar ervoor, maar de tijden veel sneller. Terwijl Tjendo Samuel (tweede in 13,81) en Eelco Sintnicolaas (derde in 13,89) beiden toch beduidend onder de winnende tijd uitkwamen van 2012, bleef Smet voor hen ongrijpbaar door te finishen in 13,52, zij het dat hier de wind iets te veel in de rug meeblies (+2.1 m/s).

### Gekwalificeerd voor WK indoor
Koen Smet was er al vroeg bij om zich te verzekeren van deelname aan de WK indoor in Sopot. Eind 2013 reeds, op 22 december tijdens indoorwedstrijden in de Ookmeerhal in Amsterdam, kwam hij op de 60 m horden tot 7,73 en dat was een honderdste seconde binnen de kwalificatielimiet. Op 1 februari 2014 deed hij het bij indoorwedstrijden in Luxemburg nog eens dunnetjes over. Daar werd hij in 7,72 tweede achter Gregory Sedoc, die zich met zijn winnende 7,67 eveneens kwalificeerde. 
Koen Smet studeert psychologie aan de Vrije Universiteit Amsterdam.

## Nederlandse kampioenschappen
Outdoor
| Onderdeel    | Jaar                                     |
| ------------ | ---------------------------------------- |
| 110 m horden | 2012, 2013, 2014, 2016, 2017, 2018, 2021 |

Indoor
| Onderdeel   | Jaar                               |
| ----------- | ---------------------------------- |
| 60 m horden | 2014, 2017, 2018, 2019, 2021, 2022 |

## Persoonlijke records
Outdoor
| Discipline   | Prestatie          | Datum       | Plaats  |
| ------------ | ------------------ | ----------- | ------- |
| 110 m horden | 13,50 s (+1,7 m/s) | 6 juni 2021 | Hengelo |

Indoor
| Discipline  | Prestatie | Datum           | Plaats     |
| ----------- | --------- | --------------- | ---------- |
| 60 m horden | 7,65 s    | 3 februari 2018 | Magglingen |

## Palmares

### 60 m horden
- 2011: 5e NK indoor – 8,16 s
- 2012:  NK indoor – 7,92 s
- 2013:  NK indoor – 7,81 s
- 2013: 7e in serie EK indoor – 7,86 s
- 2014:  NK indoor – 7,67 s
- 2015:  NK indoor – 7,86 s (in serie 7,79 s)
- 2017:  NK indoor – 7,83 s
- 2018:  NK indoor – 7,68 s
- 2019:  NK indoor – 7,75 s
- 2020:  NK indoor – 7,89 s
- 2021:  NK indoor – 7,65 s
- 2022:  NK indoor – 7,71 s
- 2024:  NK indoor – 7,70 s

### 110 m horden
- 2011: DNS fin. EJK (13,92 s in ½ fin.)
- 2012:  Ter Specke Bokaal te Lisse – 14,24 s
- 2012:  Flynth Recordwedstrijden te Hoorn – 14,09 s
- 2012: 8e FBK Games – 14,03 s
- 2012:  NK – 13,97 s (13,89 s in serie)
- 2012:  Klaverblad Arena Games te Hilversum – 14,18 s
- 2013:  Ter Specke Bokaal – 13,63 s
- 2013:  EK U23 – 13,58 s
- 2013:  NK – 13,52 s (+2,1 m/s)
- 2014:  NK – 13,78 s
- 2015:  FBK Games – 13,60 s (+0,5 m/s)
- 2016:  NK – 13,71 s (-0,1 m/s)
- 2017: 8e FBK Games - 13,88 s (-1,4 m/s)
- 2017:  NK – 14,11 s (+0,2 m/s)
- 2018:  NK – 13,91 s (-1,6 m/s)
- 2020:  NK – 13,94 s (+0,1 m/s)
- 2021:  NK – 13,59 s (+0,1 m/s)
- 2022:  NK – 13,92 s (+0,4 m/s)
- 2022: 7e in ½ fin. - EK – 14,06 s (-0,2m/s)
- 2024:  NK – 13,49 s (+2,4 m/s)